# Université des arts de Tokyo
Pour les articles homonymes, voir Université des arts.
L'université des arts de Tokyo (東京藝術大学, Tōkyō Geijutsu Daigaku), officiellement abrégée en TUA et couramment abrégée en Geidai (芸大), précédemment université nationale des beaux-arts et de la musique de Tokyo, est la plus ancienne et plus prestigieuse école d'art et de musique au Japon. Située à Tokyo dans le parc d'Ueno, elle a également des installations à Toride et à Yokohama. L'université possède deux résidences d'étudiants : une pour les étudiants japonais à Nerima, et l'autre pour les étudiants étrangers à Matsudo.

## Historique
L'université des arts Tokyo a été créée en 1949 par la fusion de l'École des beaux-arts de Tokyo (東京美術学校, Tōkyō Bijutsu Gakkō), fondée en 1885 et l'École de musique de Tokyo (東京音楽学校, Tōkyō Ongaku Gakkō), fondée en 1879.
À l'origine ouvertes uniquement aux hommes, les écoles ont commencé à admettre des femmes en 1946. La Graduate School a ouvert ses portes en 1963, et a commencé à offrir un doctorat en 1977. Après que la Société des universités nationales fut créée le 1er avril 2004, l'école a été renommée Kokuritsu Daigaku Hōjin Tokyo Geijutsu Daigaku (国立大学法人東京藝術大学).
L'école a eu des échanges d'étudiants avec un certain nombre d'autres institutions d'art et de musique telles que l'École de l'Institut de l'Art de Chicago (États-Unis), l'université de Londres (Royaume-Uni), l'université de Sydney (Australie), l'université nationale coréenne des arts, et l'Académie des arts de Chine.

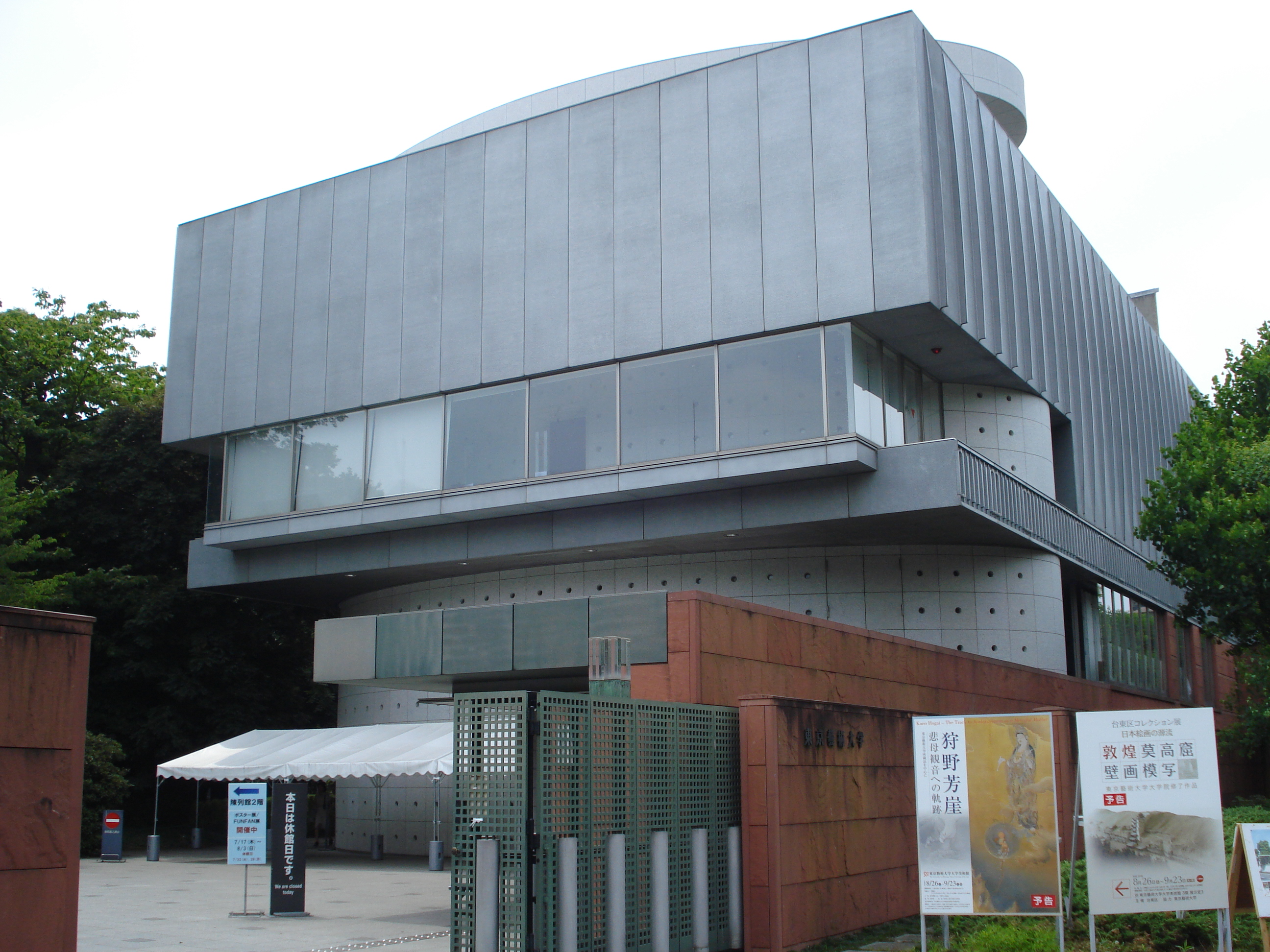
Le campus de département des beaux-arts et le musée d'art de l'université dans le parc d'Ueno.
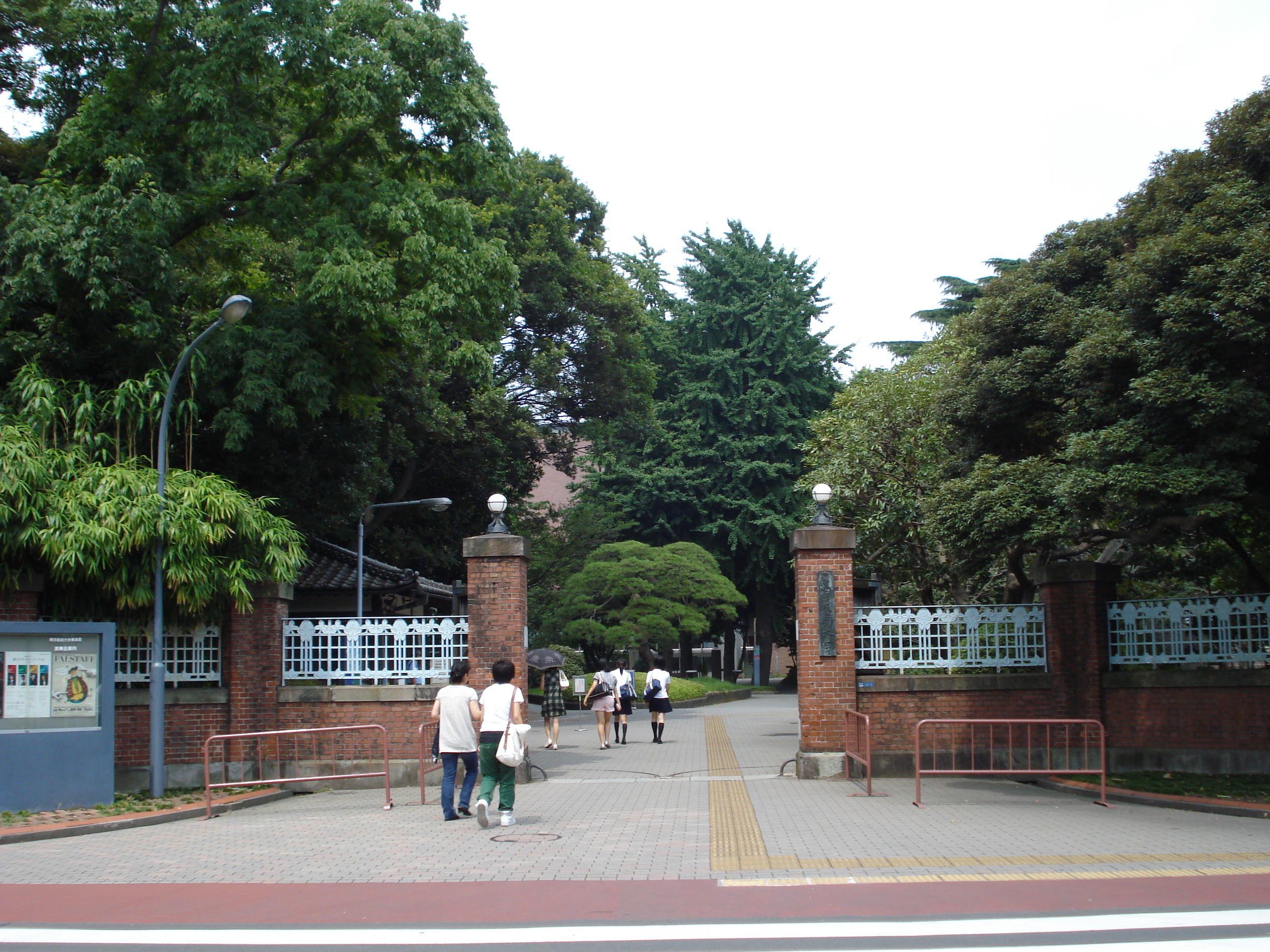
L'entrée du campus du département de musique dans le parc d'Ueno.
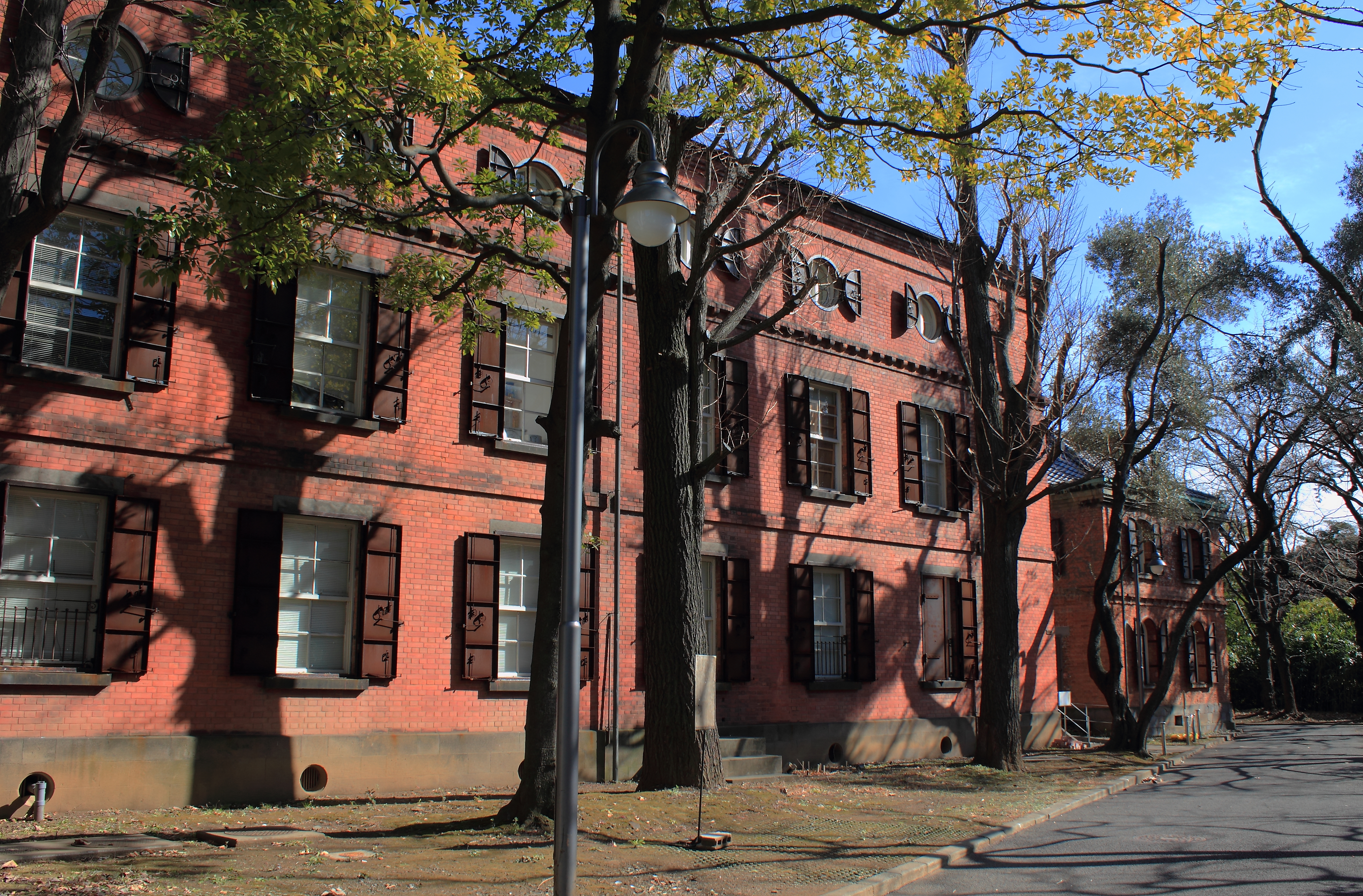
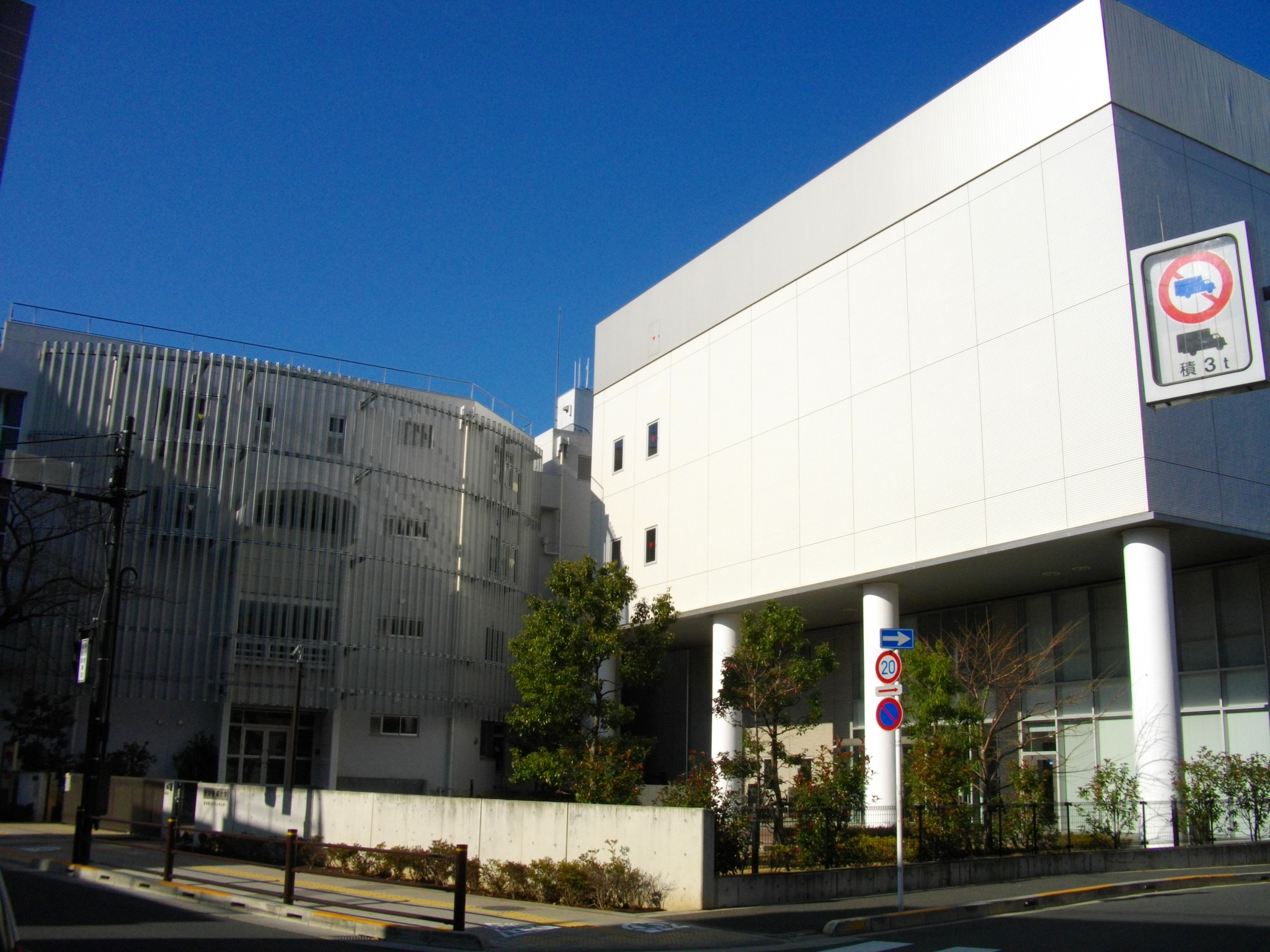
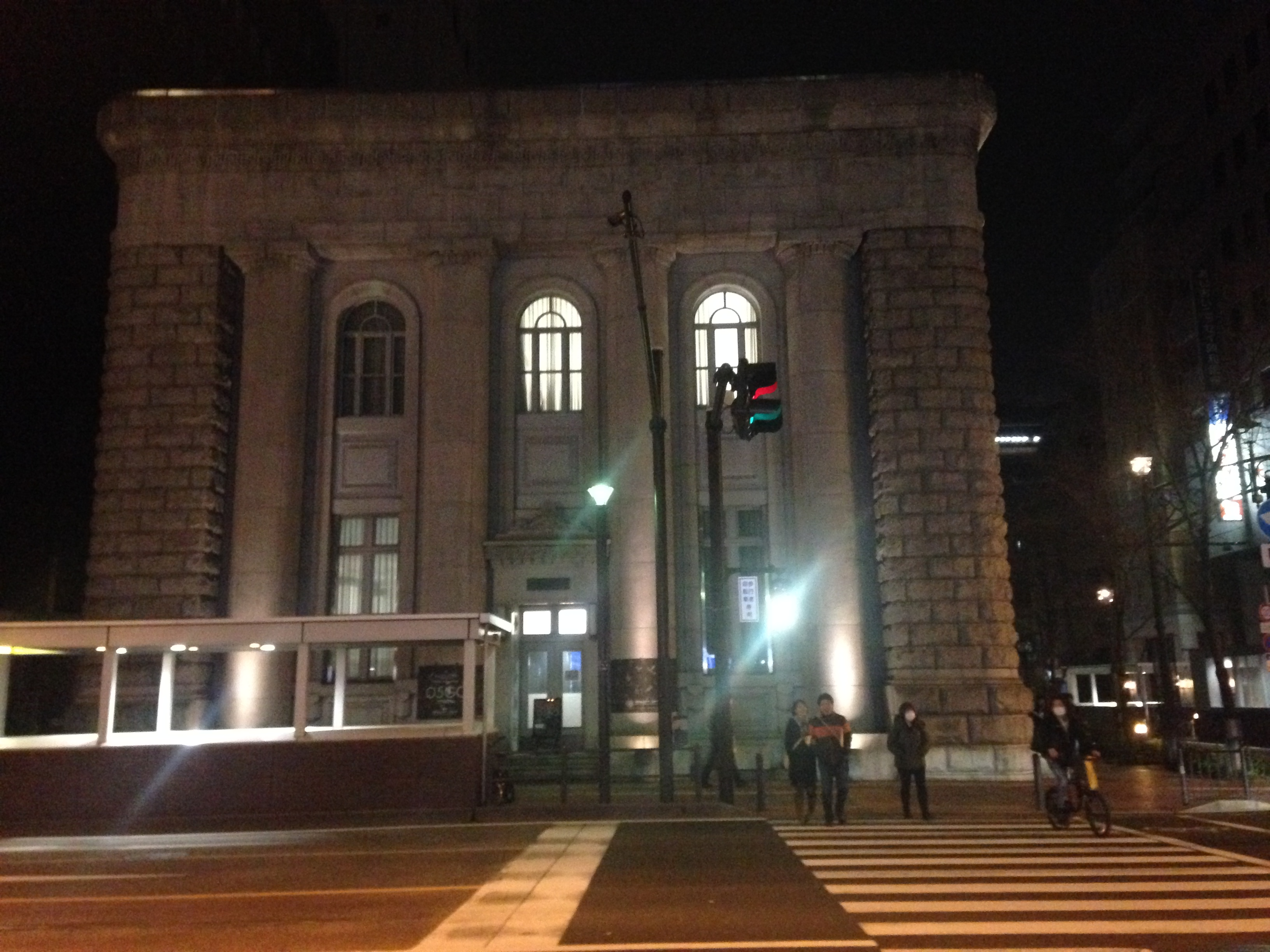
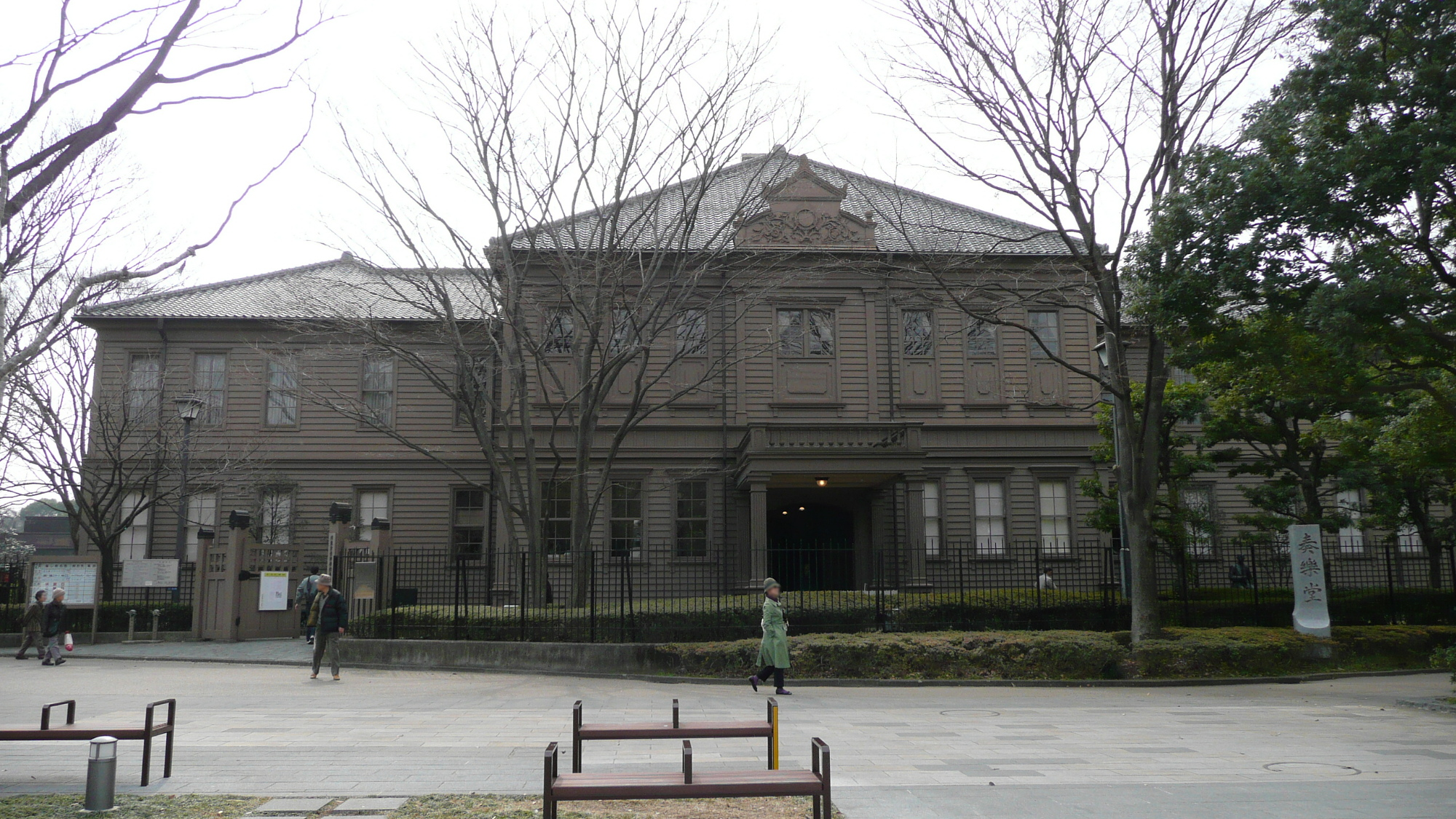

## Départements

### Département des beaux-arts
- Peinture japonaise
- Peinture à l'huile
- Sculpture
- Artisanat
- Design
- Architecture et planification
- Esthétique et histoire de l'art
- Inter-arts des médias
- Conservation
- Film et nouveaux médias (cours post-universitaire seulement)

### Département de musique
- Composition
- Direction d'orchestre
- Musique vocale
- Piano
- Orgue
- Instruments à cordes
- Instruments à vent et percussion
- Musique ancienne
- Musicologie
- Musique traditionnelle japonaise
- Création musicale et environnement

## Personnalités liées à l'université

### Professeurs

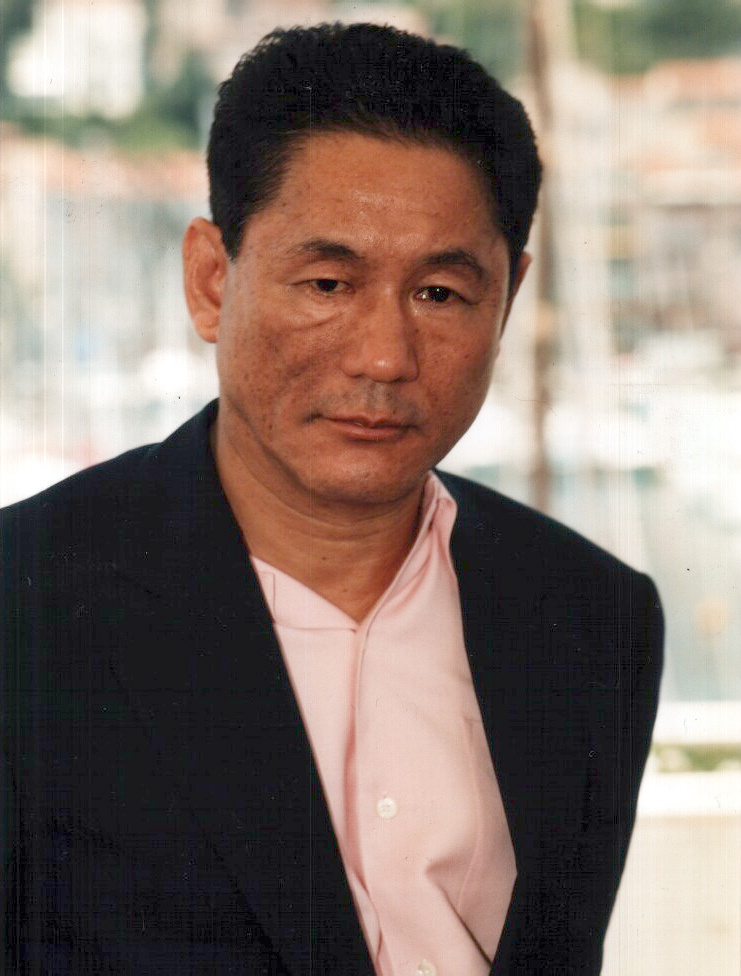
Takeshi Kitano (1947-),
réalisateur ayant obtenu un Lion d'or à la Mostra de Venise.

- Takeshi Kitano (film et nouveaux médias)
- Kiyoshi Kurosawa (film et nouveaux médias)
- Masahiko Sato (film et nouveaux médias)
- Ken-Ichiro Kobayashi (direction d'orchestre)
- Kiyoshi Furukawa (inter-arts des médias)
- Motohiko Odani (inter-arts des médias)
- Ayako Takagi (flûte)
- Kakuzo Okakura (écrivain)
- Akira Ifukube (compositeur)
- Eiko Ishioka (artiste)
- Masaki Fujihata (artiste / illustrations)
- Tadashi Kawamata (artiste)
- Yasuko Hayashi (chanteuse)

### Étudiants

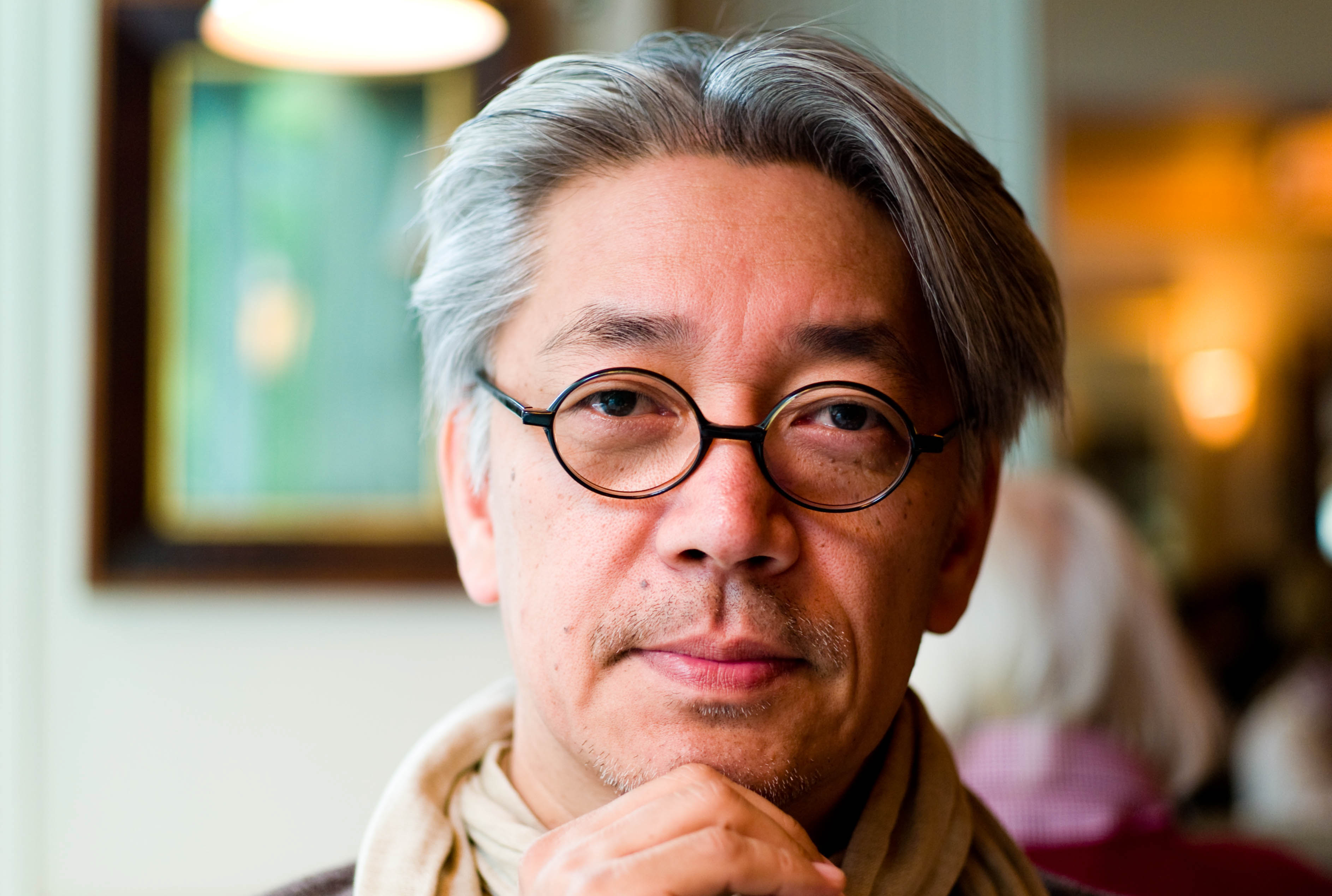
Sakamoto Ryuichi (né en 1952).
Compositeur ayant obtenu un Oscar de la meilleure musique de film.

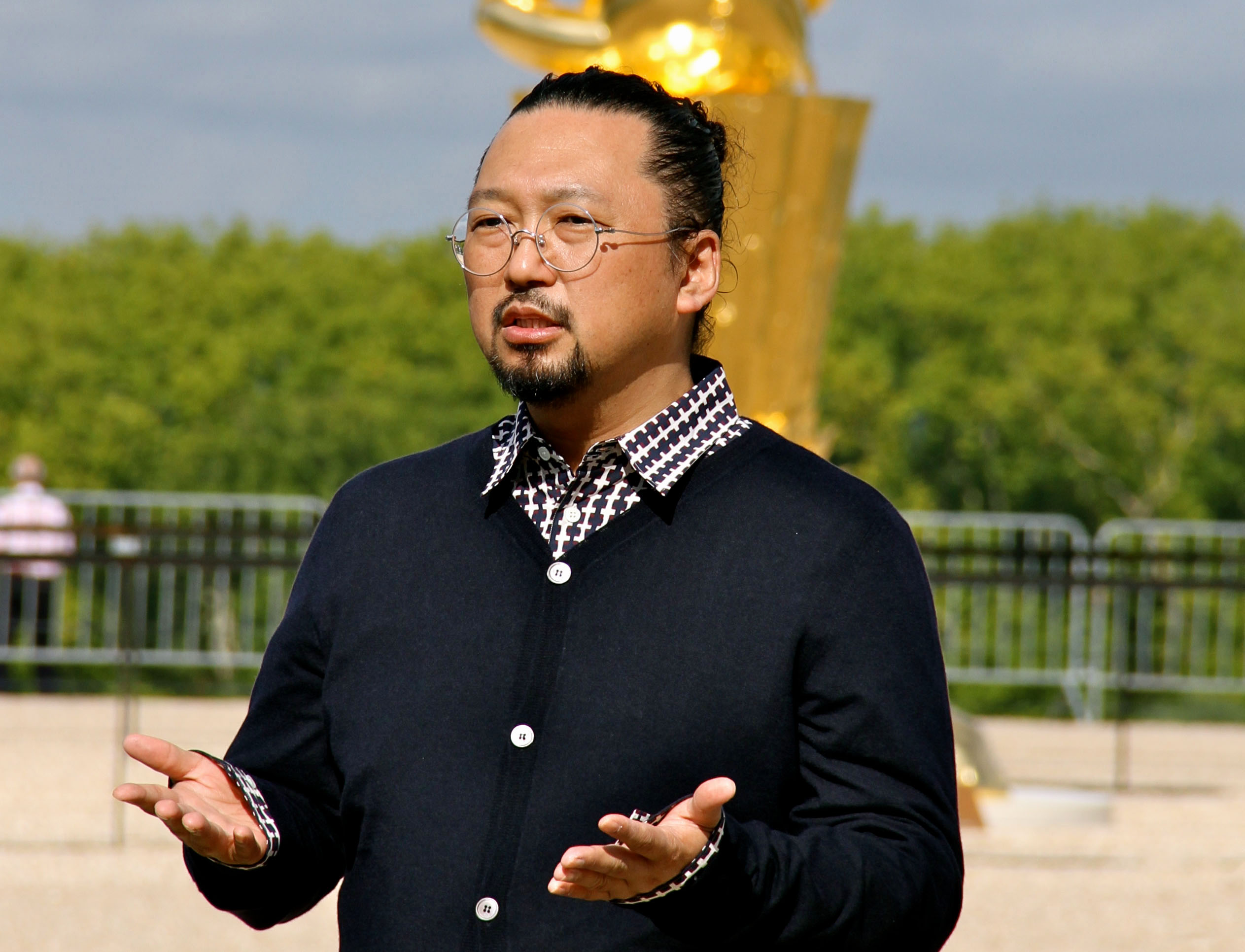
Takashi Murakami (né en 1962).

#### Artistes
| - Kawai Gyokudō (peintre) - Hiroshi Teshigahara (réalisateur) - Hirayama Ikuo (peintre) - Tanaka Isson (peintre) - Kaii Higashiyama (peintre) - Okakura Kakuzo (essayiste) - Kanzan Shimomura (peintre) - Kim Keun-Su (architecte, Corée du Sud) - Kōtarō Takamura (sculpteur / poète) - Kousonjin Nagakura (peintre) - Narashige Koide (peinture à l'huile) - Noriyuki Tanaka (directeur artistique) - Ryōhei Koiso (peinture à l'huile) - Ryūzaburō Umehara (peintre japonais) - Shigeo Fukuda (graphiste) - Eiko Ishioka (artiste / graphiste / vidéaste) - Harumi Yamaguchi, (illustratrice) - Sori Yanagi (dessinateur industriel) - Kawamaka Tadashi (peintre) - Yassan (GPS dessin) - Hiroshi Ōnishi (peintre) | - Shunso Hishida (peintre) - Inaba Haruo (peintre) - Yokoyama Taikan (peintre) - Takashi Murakami (artiste contemporain) - Taro Okamoto (artiste) - Tōichi Katō (peintre) - Tsugouharu Foujita (peinture à l'huile / sculpteur) - Yasuji Mori (animateur) - Yasushi Sugiyama (peintre) - Yōichi Kotabe (animateur) - Yoshihiko Wada (peinture à l'huile) - Yoshitoshi ABe (dessinateur / illustrations) - Yasuda Yukihiko (peintre) - Tadashi Kawamata (artiste) - Masaki Fujihata (artiste / illustrations) - Éric Van Hove (artiste conceptuel) - Makoto Aida (artiste conceptuel) - Shigeru Ban, architecte lauréat du prix Pritzker 2014 - Tokudo Shishido(graveuse et lithographe). |

#### Musiciens
| - Ayako Takagi (flûtiste concertiste) - Rentarō Taki (compositeur) - Akio Yashiro (compositeur) - Hajime Mizoguchi (compositeur) - Hiroyuki Iwaki (chef d'orchestre) - Ichirō Fujiyama (chanteur / compositeur) - Ryōhei Hirose (compositeur) - Ikuma Dan (compositeur) - Jō Kondō (compositeur) - Kazuki Yamada (* 1979), (chef d'orchestre) - Kosaku Yamada (compositeur / chef d'orchestre) - Kōtarō Nakagawa (compositeur / arrangeur) - Makoto Shinohara (en) (compositeur) - Masaaki Suzuki (organiste / claveciniste / chef d'orchestre) - Kei Koito (* 1950), (organiste et compositrice) - Masashi Hamauzu (compositeur) - Michio Mamiya (compositeur) - Minoru Miki (en) (compositeur) - Shin'ichirō Ikebe (compositeur) - Shinpei Nakayama (compositeur) - Takashi Kako (compositeur) | - Ryuichi Sakamoto (compositeur) - Shigeaki Saegusa (compositeur) - Taku Iwasaki (compositeur) - Taro Hakase (en) (violoniste-compositeur) - Kazue Sawai (joueuse de koto) - Tadao Sawai (koto acteur et compositeur) - Toshiro Mayuzumi (compositeur) - Yoshi Takahashi - Yasushi Akutagawa (compositeur) - Yūzō Toyama (chef d'orchestre / compositeur) - Toshihiko Sahashi (compositeur) - Yoshihiro Kanno (compositeur) - Yuuko Amanuma (compositrice) - Masakazu Natsuda (compositeur) - Misato Mochizuki (compositrice) - Eri Kawai (compositrice) - Taku Iwasaki (compositeur) - Takenori Nemoto (corniste) - Kumiko Ōmura (compositrice) - Mieko Shiomi (compositrice) - Naohiro Iwai (compositeur) |

#### Autres
- Eiji Aonuma (concepteur de jeux vidéo)
- Hiroshi Masuoka (voix acteur)
- Norio Ohga (ancien président de Sony / chef d'orchestre)
- Rin' (en) (chanteur d'un groupe de pop)
- Yi Ho-woo (poète et journaliste)
- Yūsuke Iseya (modèle / acteur)